# Gáspár Borbás
Dr. Gáspár Borbás (hongarès: Borbás Gáspár)  (Budapest, 26 de juliol de 1884 - Budapest, 14 d'octubre de 1976) és un exfutbolista hongarès de la dècada de 1910.
Fou 41 cops internacional amb la selecció hongaresa amb la qual participà en els Jocs Olímpics d'Estiu de 1912. Pel que fa a clubs, defensà els colors de MAC i Ferencvaros.